# Campeonato Mundial de Atletismo Sub-20 de 2016 - Revezamento 4x400 m feminino
A prova dos 4x400 metros feminino do Campeonato Mundial de Atletismo Sub-20 de 2016 ocorreu entre os dias 23 e 24 de julho em Bydgoszcz, na Polônia. 

## Recordes
Antes desta competição, os recordes mundiais e do campeonato nesta prova eram os seguintes:
|     | Nacionalidade  | Tempo   | Local        | Data                |
| --- | -------------- | ------- | ------------ | ------------------- |
| WJR | Estados Unidos | 3:27.60 | Grosseto     | 18 de julho de 2004 |
| CR  | Estados Unidos | 3:27.60 | Grosseto     | 18 de julho de 2004 |
| WJL | Jamaica        | 3:34.84 | St. George's | 28 de março de 2016 |

## Medalhistas
| Ouro | Prata | Bronze                                                                                         |
| Estados Unidos · Lynna Irby · Anna Cockrell · Karrington Winters · Samantha Watson · Hannah Waller* · Syaira Richardson* | Jamaica · Shannon Kalawan · Tiffany James · Stacey-Ann Williams · Junelle Bromfield · Roneisha McGregor* | Canadá · Xahria Santiago · Ashlan Best · Natassha McDonald · Victoria Tachinski · Jazz Shukla* |

*Atletas que competiram apenas nas eliminatórias

## Cronograma
Todos os horários são locais (UTC+1).
| Data        | Hora  | Evento        |
| ----------- | ----- | ------------- |
| 23 de julho | 11:10 | Eliminatórias |
| 24 de julho | 17:30 | Final         |

## Resultados

### Eliminatórias
Qualificação: Os 3 primeiros de cada bateria (Q) e os 2 tempos mais rápidos (q). 
| Posição | Bateria | Nacionalidade  | Atletas                                                                   | Tempo   | Notas                |
| ------- | ------- | -------------- | ------------------------------------------------------------------------- | ------- | -------------------- |
| 1       | 2       | Jamaica        | Stacey-Ann Williams, Tiffany James, Roneisha McGregor, Junelle Bromfield  | 3:33.18 | Q, WJL               |
| 2       | 1       | Estados Unidos | Hannah Waller, Karrington Winters, Syaira Richardson, Samantha Watson     | 3:34.64 | Q                    |
| 3       | 1       | Ucrânia        | Ivanna Avramchuk, Yana Kachur, Anastasiia Bryzgina, Dariya Stavnycha      | 3:35.34 | Q,                   |
| 4       | 1       | Alemanha       | Nelly Schmidt, Hendrikje Richter, Jana Reinert, Hannah Mergenthaler       | 3:35.47 | Q,                   |
| 5       | 1       | Canadá         | Xahria Santiago, Jazz Shukla, Natassha McDonald, Victoria Tachinski       | 3:35.47 | q,                   |
| 6       | 1       | Chéquia        | Lada Vondrová, Lucie Kruparová, Jana Slaviková, Zdenka Seidlová           | 3:36.38 | q, NJR               |
| 7       | 1       | Austrália      | Jessica Thornton, Olivia Cason, Molly Blakey, Sarah Billings              | 3:37.83 | Recorde da temporada |
| 8       | 2       | Itália         | Rebecca Borga, Alessia Tirnetta, Eleonora Marchiando, Alice Mangione      | 3:38.23 | Q,                   |
| 8       | 2       | Polónia        | Natalia Węglarz, Karolina Łozowska, Katarzyna Martyna, Natalia Kaczmarek  | 3:38.23 | Q,                   |
| 10      | 2       | Índia          | Tiasha Samaddar, V. Subha, Shaharbana Sidhique, Jisna Mathew              | 3:45.07 |                      |
| 11      | 2       | França         | Léna Kandissounon, Anaïs Seiller, Julie Hounsinou, Sarah Mingas           | 3:46.12 | Recorde da temporada |
| 12      | 2       | Bahrein        | Iman Isa Jassim, Marta Hirpato, Basirah Sharifa Nasir, Aminat Yusuf Jamal | DSQ     | R170.20              |

### Final
A prova final foi realizada no dia 24 de julho às 17:30. 
| Posição           | Nacionalidade  | Atletas                                                                  | Tempo   | Notas                |
| ----------------- | -------------- | ------------------------------------------------------------------------ | ------- | -------------------- |
| Medalha de ouro   | Estados Unidos | Lynna Irby, Anna Cockrell, Karrington Winters, Samantha Watson           | 3:29.11 | WJL                  |
| Medalha de prata  | Jamaica        | Shannon Kalawan, Tiffany James, Stacey-Ann Williams, Junelle Bromfield   | 3:31.01 | Recorde da temporada |
| Medalha de bronze | Canadá         | Xahria Santiago, Ashlan Best, Natassha McDonald, Victoria Tachinski      | 3:32.25 | NJR                  |
| 4                 | Alemanha       | Eileen Demes, Hendrikje Richter, Jana Reinert, Hannah Mergenthaler       | 3:32.63 | Recorde da temporada |
| 5                 | Ucrânia        | Yana Kachur, Anastasiia Bryzgina, Dariya Stavnycha, Dzhois Koba          | 3:33.95 | NJR                  |
| 6                 | Polónia        | Katarzyna Martyna, Karolina Łozowska, Natalia Węglarz, Natalia Kaczmarek | 3:36.95 | Recorde da temporada |
| 7                 | Chéquia        | Lada Vondrová, Lucie Kruparová, Jana Slaviková, Zdenka Seidlová          | 3:37.36 |                      |
| 8                 | Itália         | Alice Mangione, Rebecca Borga, Alessia Tirnetta, Eleonora Marchiando     | 3:42.53 |                      |

Legenda
| Recorde mundial       | Recorde mundial (World record)               |                       | Recorde africano                      | Recorde africano (African) |                                           | Q | Classificado por posição (Qualified) |
| Recorde do campeonato | Recorde do campeonato (Championship record)  | Recorde da América    | Recorde da América (Americas)         | q                          | Classificado por melhor tempo (Qualified) |   |                                      |
| Melhor marca do ano   | Melhor marca do ano (World leading)          | Recorde asiático      | Recorde asiático (Asian)              | DNS                        | Não largou (Did not start)                |   |                                      |
| Recorde nacional      | Recorde nacional (National record)           | Recorde europeu       | Recorde europeu (European)            | DNF                        | Não terminou (Did not finish)             |   |                                      |
| Recorde pessoal       | Recorde pessoal do atleta (Personal best)    | Recorde da Oceania    | Recorde da Oceania (Oceania)          | DSQ / DQ                   | Desclassificado (Disqualified)            |   |                                      |
| Recorde da temporada  | Recorde da temporada do atleta (Season best) | Recorde sul-americano | Recorde sul-americano (South America) | NM                         | Sem marca (No mark)                       |   |                                      |